# Agape z Tesaloniki
Agape z Tesaloniki, Święta Miłość z Tesaloniki, również Agape Akwilejska (zm. 294 lub 304) – święta Kościoła Katolickiego i Prawosławnego, męczennica, siostra św. Ireny z Tesalonik.

## Żywot
Była siostrą Świętej Ireny i Świętej Chionii. Siostry złamały zakaz Dioklecjana (przetrzymywały chrześcijańskie księgi). Zmarła śmiercią męczeńską w 294 lub 304 spalona na stosie. Jest wspominana 5 kwietnia razem z siostrami. W ikonografii siostry są bliźniaczo podobne do siebie, różnią się tylko kolorami strojów.